# Vestido de novia (película)
Vestido de novia es una película cubana, dirigida por Marilyn Solaya. Estrenada en 2014, está protagonizada por Laura de la Uz y Luis Alberto García. La película fue nominada a los Premios Goya 2016 en la categoría de Mejor película iberoamericana.

## Sinopsis
En La Habana de 1994, Rosa Elena (interpretada por Laura de la Uz), es una asistente de enfermería de cuarenta años que cuida de su padre enfermo. Recién casada con Ernesto (Luis Alberto García), ingeniero jefe de una brigada constructora, se encuentra inconforme con la vida que está llevando. Así que retorna al coro masculino donde cantaba antes de conocer a su marido. Es en ese momento que se revela un secreto de su pasado que les expondrá a lo más violento de la sociedad heteropatriarcal en la que viven.

## Reparto
El reparto está compuesto por:
- Laura de la Uz – Rosa Elena
- Luis Alberto García – Ernesto
- Isabel Santos – Sissi
- Jorge Perugorría – Lázaro
- Mario Guerra – Roberto
- Manuel Porto – Pedro
- Pancho García – Rafael
- Alina Rodríguez – Sandra

## Producción
La coproducción hispano-cubana Vestido de novia es la primera película de Solaya. Es una dura crítica a cómo sociedad cubana ha enfocado el tema de la transexualidad, desde el punto de vista de la nueva realización de cine en Cuba y su mirada sobre la diversidad sexual.

## Premios y nominaciones
| Año  | Premio | Categoría                                               | Resultado | Ref.   |
| ---- | --- | ------------------------------------------------------- | --------- | ------ |
| 2006 | Fondo de Fomento al Audiovisual de Centroamérica y Cuba | Premio Cinergia para Desarrollo de Proyecto             | Ganadora  | [ 5 ]  |
| 2013 | 35 Festival Internacional del Nuevo Cine Latinoamericano | Premio de Posproducción ‘Nuestra América Primera Copia’ | Ganadora  | [ 6 ]  |
| 2014 | 36 Festival Internacional del Nuevo Cine Latinoamericano | Mención de Honor categoría Ópera Prima                  | Ganadora  | [ 7 ]  |
| 2014 | 36 Festival Internacional del Nuevo Cine Latinoamericano | Premio de la Popularidad                                | Ganadora  | [ 8 ]  |
| 2014 | Centro Memorial Martin Luther King, colateral al 36 Festival Internacional del Nuevo Cine Latinoamericano                                                                          | Premio Caminos                                          | Ganadora  | [ 9 ]  |
| 2014 | Red de Realizadoras Cubanas, colateral al 36 Festival Internacional del Nuevo Cine Latinoamericano                                                                                 | Premio Sara Gómez                                       | Ganadora  | [ 9 ]  |
| 2014 | Portal del Cine y el Audiovisual Latinoamericano y Caribeño, de la Fundación del Nuevo Cine Latinoamericano, colateral al 36 Festival Internacional del Nuevo Cine Latinoamericano | Premio Cibervoto Ópera Prima                            | Ganadora  | [ 9 ]  |
| 2015 | HFFNY Havana Film Festival in NY | Mejor actriz (Isabel Santos)                            | Ganadora  | [ 10 ] |
| 2015 | Festival de Málaga | Premio del Público                                      | Ganadora  | [ 11 ] |
| 2015 | Torino Gay and Lesbian Film Festival | Premio del Público                                      | Ganadora  | [ 12 ] |
| 2015 | Sistema de las Naciones Unidas en Cuba | Premio Únete                                            | Ganadora  | [ 13 ] |
| 2015 | Festival Internacional de Cine Invisible 'Film Sozialak' Bilbao | Mejor obra realizada por una mujer                      | Ganadora  | [ 14 ] |
| 2015 | Festival Internacional de Cine Invisible 'Film Sozialak' Bilbao | Premio del Público                                      | Ganadora  | [ 14 ] |
| 2015 | Festival Internacional de Cine LGBT de Santo Domingo OUTFEST | Mejor película                                          | Ganadora  | [ 15 ] |
| 2016 | Premios Goya | Mejor película iberoamericana                           | Nominada  | [ 1 ]  |